# Geoffroy Le Tellier
Geoffroy Le Tellier est un avocat français qui vivait au XVIe siècle.
Il est l'auteur d'un ouvrage de gastronomie, édité à Paris. Cet ouvrage est parfois appelé L’École de Salerne, il s'agit de la traduction de l'ouvrage néo-latin Regimen sanitatis de Salerne : après une première version anonyme intitulée Le Régime très utile et très profitable pour conserver et garder la santé du corps humain (v. 1495),  Geoffroy Le Tellier retraduit en vers cet ouvrage et en fait en 1561 le Retardement de la mort par bon régime ou conservation de santé, jadis envoyé par l’école de Salerne au roi
d’Angleterre (1561).

## Publications
- Retardement de la mort par bon régime ou Conservation de santé, jadis envoié par l'escolle de Salerne au Roi d'Angleterre. Traduict de Latin en rithme Françoise par Geoffroy Le Tellier advocat, présenté et dédié au Duc de Savoye. Auquel avons adjouté manière de vivre par chacun mois de l'an. Faict en latin par loachim Chambrier et depuis mis en rithme Françoise par le mesme traducteur. A Paris, chez Martin le jeune, 1561. Seconde édition de la traduction des préceptes de l'École de Salerne par Geoffroy Le Tellier. La première avait paru chez le même éditeur en 1559. Cette nouvelle édition possède en plus les fameux préceptes de Camerarius pour les 12 mois de l'année. Les poèmes latins sont sur les pages de gauche ; la version de Le Tellier est en face. Le traducteur et le docteur Beauvais, commanditaire de la traduction vivaient dans l'entourage du duc de Savoie auquel l'ouvrage est dédié, 69 pages, [lire en ligne].